# Pratola Serra
Pratola Serra est une commune italienne de la province d'Avellino dans la région de Campanie.

## Administration
| Période                                  | Période | Identité | Étiquette | Qualité |
| ---------------------------------------- | ------- | -------- | --------- | ------- |
|                                          |         |          |           |         |
| Les données manquantes sont à compléter. |         |          |           |         |

### Hameaux
Serra di Pratola

### Communes limitrophes

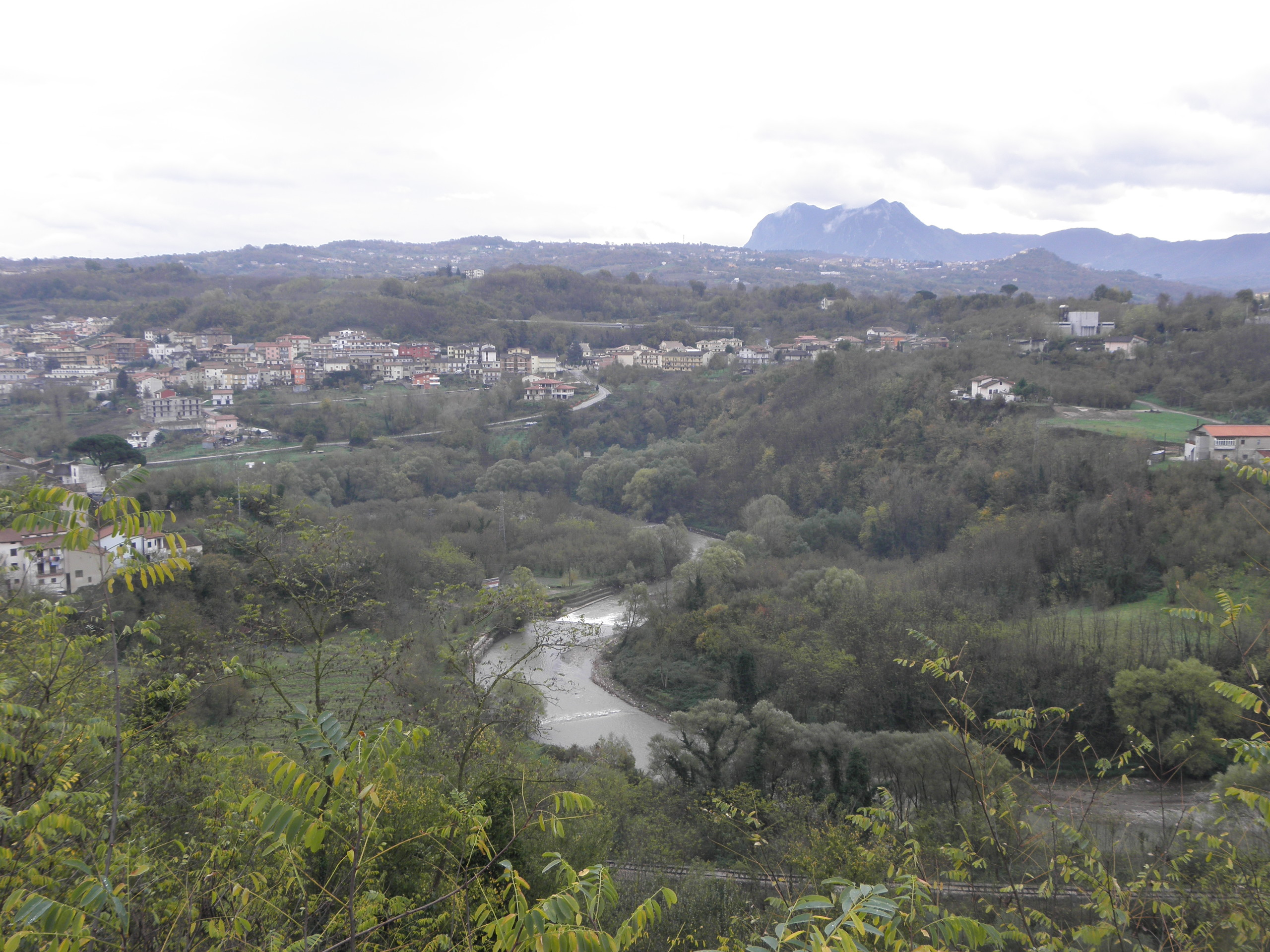
Pratola Serra et le fleuve Sabato.

Candida, Manocalzati, Montefalcione, Montefredane, Montemiletto, Prata di Principato Ultra.